# Egidio Arévalo
Egidio Raúl Arévalo Ríos (født 1. januar 1982 i Paysandú, Uruguay) er en uruguayansk fodboldspiller, der spiller som midtbanespiller. Han stpr (pr. april 2018) noteret for 90 kampe for Uruguays landshold, som han repræsenterede ved VM i 2010 i Sydafrika.